# 明治大学体育会競走部
明治大学体育会競走部（めいじだいがくたいいくかいきょうそうぶ、英: Meiji University Track and Field Club）は、明治大学体育会所属の陸上競技クラブである。1907年創部。
東京箱根間往復大学駅伝競走（箱根駅伝）を、東京高等師範学校と共に企画し、創設に際し中心的な役割を果たしたルーツ校である。後に参加した2校を交え、1920年に箱根駅伝の原点であり事実上の第一回大会となる「四大校駅伝競走」を開催し、以降箱根駅伝として定着し毎年開催される同大会へ参加を継続している。第一回参加メンバーとして「箱根駅伝オリジナル４」と呼称されることがある。
練習拠点を東京都世田谷区八幡山に設置している。

## 概要
1907年創部。関東学生陸上競技連盟所属。
競走部としては日本の大学の中でも最古の歴史を有する。東京箱根間往復大学駅伝競走は、1919年に当時の部員らが唱えた「アメリカ大陸横断駅伝」創設のアイデアが転じて発足したものであり、東京高等師範学校などと共に同大会ルーツ校であり、第1回大会以来、予選あるいは本選に参加し続けている。
練習は主に東京都世田谷区八幡山グラウンドの全天候型400ｍトラックで行われる他、近隣の駒沢公園、砧公園、多摩川河川敷などでも行われる。また、八幡山グランドは東京近郊の実業団チームが練習で訪れることも多い。
2022年、大学スポーツの新しいかたちの模索を掲げ、「一般社団法人明大アスレチックマネジメント」を設立。
2023年には、レジデンシャル・エデュケーション等が考慮され、トレーニング施設等も充実した新たな寮が八幡山グランド隣接地に新設され、サッカー部と共用での利用が開始された。

## 一般社団法人明大アスレチックマネジメント
2022年、大学スポーツに対する新しいアプローチの一環として設立。
陸上競技・スポーツ界、地域社会、大学、社会で、豊かな生活の実現に向けた貢献を行うと共に、スタッフの生活基盤の保証、学生の金銭的負担の軽減等を図り、法人化することにより多くのパートナーとの相互支援を行う体制を構築する。会員向けのメニューとしては、ユニフォーム・練習着スポンサー、広告出稿、呼称使用権などがある他、ファンクラブなども運営されている。
運営メンバーには、学内関係者の他、谷川真理など外部有識者等も名を連ねる。

## 箱根駅伝

### 明治大学競走部と箱根駅伝創設経緯

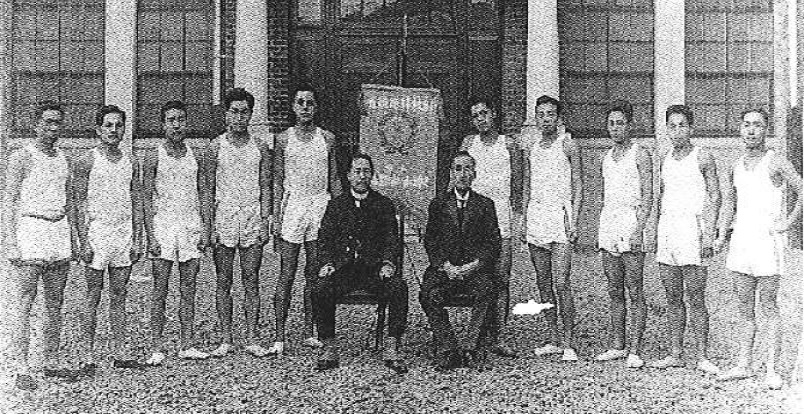
明治大学競走部の第2回箱根駅伝優勝メンバー

箱根駅伝（東京箱根間往復大学駅伝競走）は、1919年10月、明大競走部在籍中の山口六郎次（後の衆議院議員、全日本陸上競技連盟常務理事）が母校である埼玉県鴻巣市の小学校の運動会に、明大後輩の沢田英一と東京高等師範学校の金栗四三、野口源三郎の3名を審判として招き講演などを行った際、知己を得た3人が上野駅と鴻巣駅間の汽車の車中で交わした会話から誕生したものであり、また、同年に沢田が明大競走部同期の出口林次郎と「体育思想の普及」のために札幌・東京間の長距離走破を行っていたことが、創設の契機の1つになったとされる。
ルーツ校として、箱根駅伝は2023年まで64回出場しており、優勝回数は7回。戦後初開催の第23回大会、その2年後の第25回大会でそれぞれ総合優勝を果たしたものの、以後、総合優勝からは遠ざかっている。

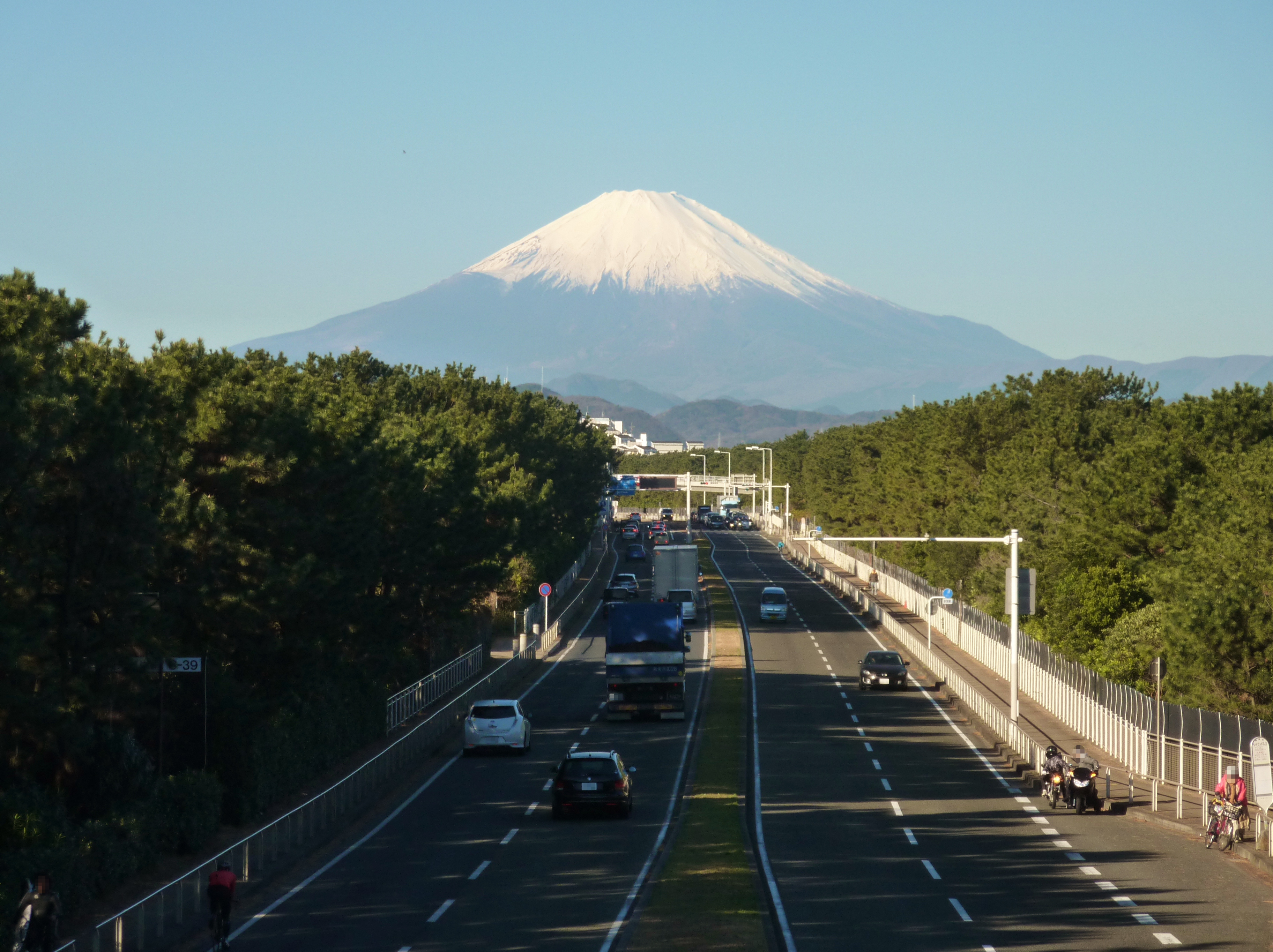
箱根駅伝第三区の国道134号

### 近年の戦況
戦前から1960年代にかけては本選の常連であったが、1980年代に数回出場した後、1991年の第67回大会を最後に本戦出場を逃し続け、低迷期に入る。しかし2001年に日本大学OBの西弘美をコーチとして招聘すると、着実にチーム力も意識面も高まり、2005年の第81回大会で14年ぶりの本選出場を果たした。
石川卓哉、松本昂大、鎧坂哲哉らが活躍を見せた第85回大会では8位となり、43年ぶりにシード権を獲得した。2010年の第86回大会往路では4区小田原中継所までトップでタスキをつなぐ健闘を見せた。2012年の第88回大会では総合3位に入り、49年ぶりに総合3位以内に入った。2014年の第46回全日本大学駅伝で大学最高の2位に入ると、2015年の第91回大会では大六野秀畝、有村優樹、文元慧らを擁して64年ぶりの往路2位に入るなど黄金時代を築く。

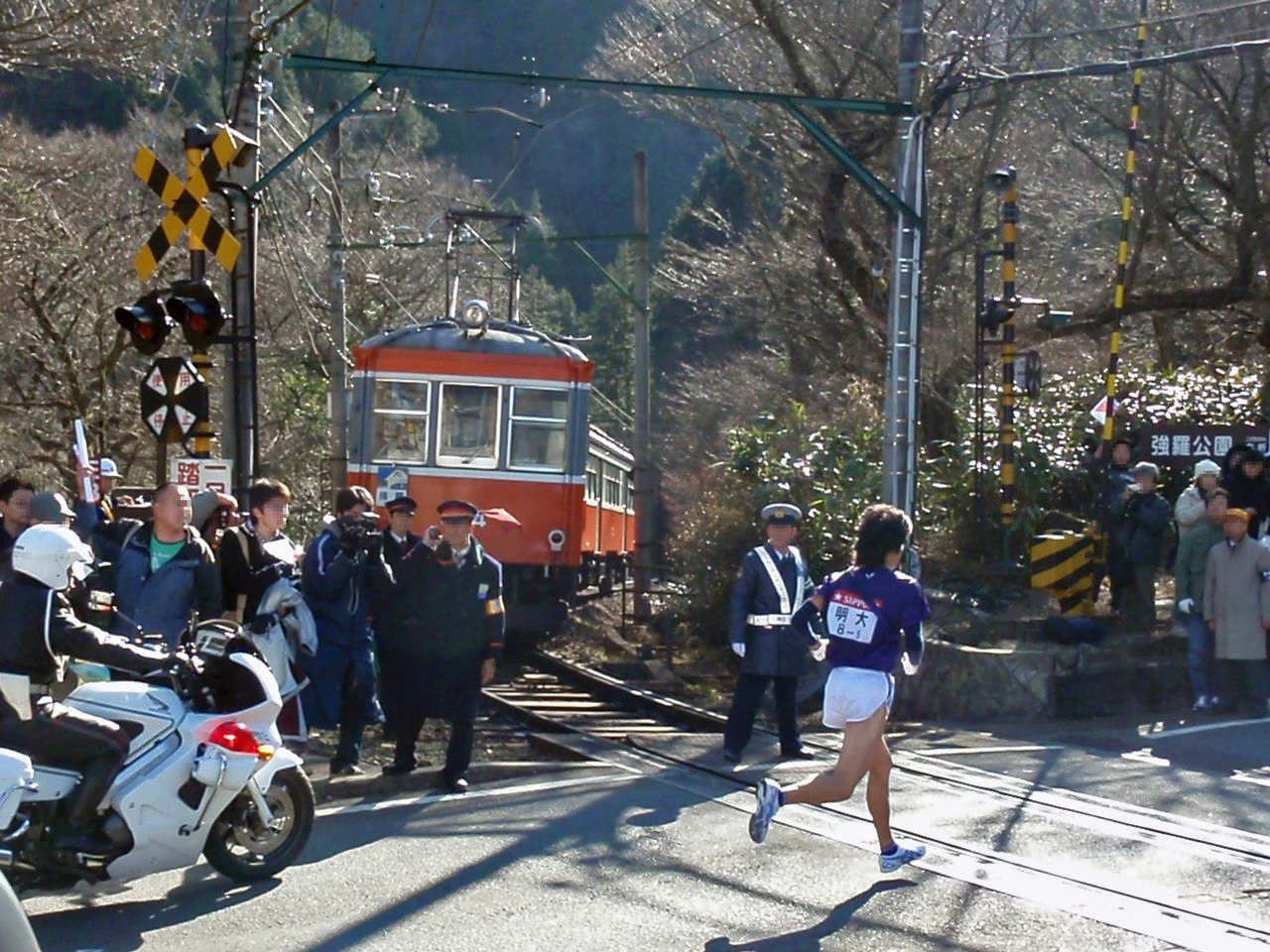
待機する箱根登山鉄道車両の前を通過する明大走者

しかし翌年の第92回大会では横手健、木村慎らを擁しながらも総合14位に終わり、8年ぶりにシード権を失う。続く、第93回大会では第65回大会以来28年ぶりに復路・鶴見中継所で繰り上げスタートを喫し、総合成績も過去最低タイの18位に終わる。そして、第94回大会予選会では10位東京国際大学と2分31秒差の13位に終わり、10年ぶりに予選会で敗退した。
2018年4月に、前年度からコーチとしてチームに携わっていた山本佑樹が駅伝監督に就任。第95回大会の予選会を5位で通過し2年ぶりの本選出場。節目の60回目の出場となった本選激しいシード権争いを展開するも、10区のブレーキで総合17位に終わった。2020年の第96回大会では阿部弘輝が7区で区間新記録を樹立するなど、総合6位で5年ぶりのシード権を獲得した。

### 創立150周年記念「紫紺の襷プロジェクト」
2025年1月、大学創立150周年記念事業として「紫紺の襷プロジェクト ～Mの輝きを再び～」を立ち上げ、創立150周年である2031年度（2032年1月）に優勝を目指す、7年間にわたるプロジェクトを発足させることを発表。

## 主な出身者

### 長距離部門

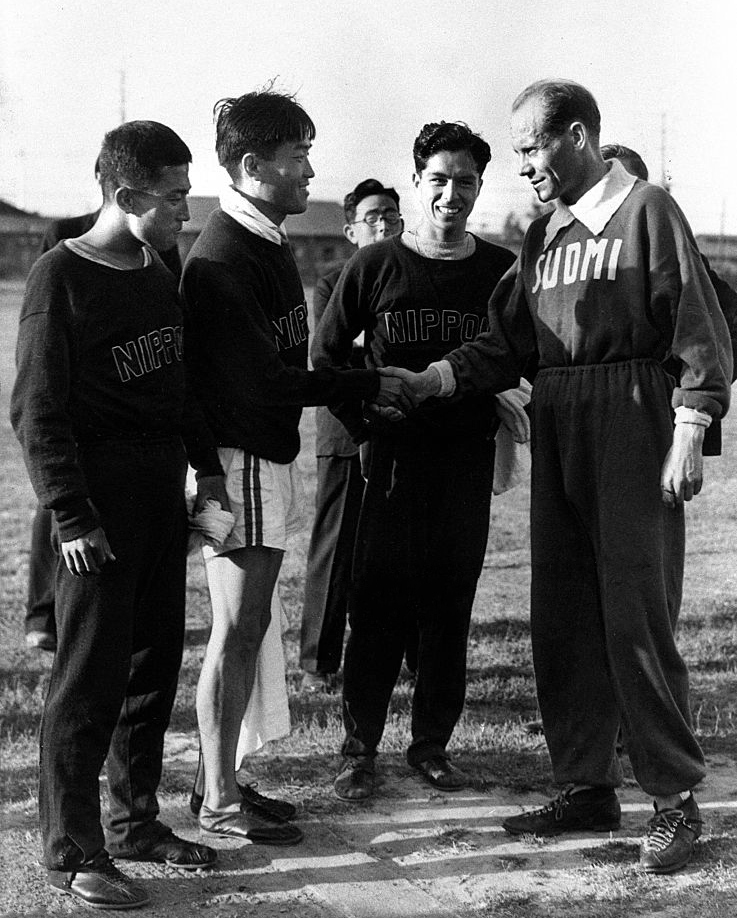
1932年ロサンゼルスオリンピックでパーヴォ・ヌルミと握手を交わす権泰夏

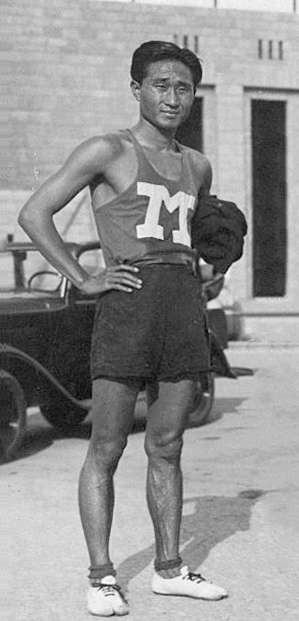
1936年ベルリンオリンピックで銅メダルを獲得した南昇竜

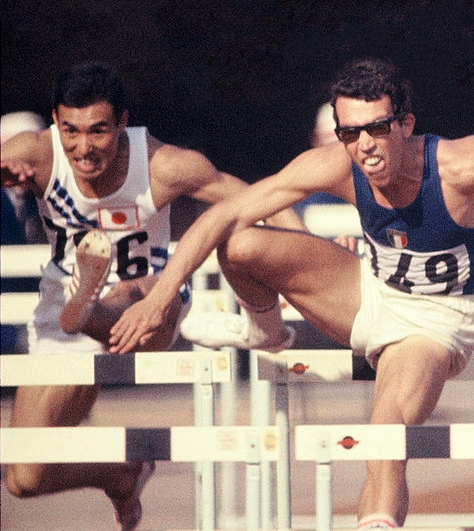
安田寛一（1964年東京オリンピック）

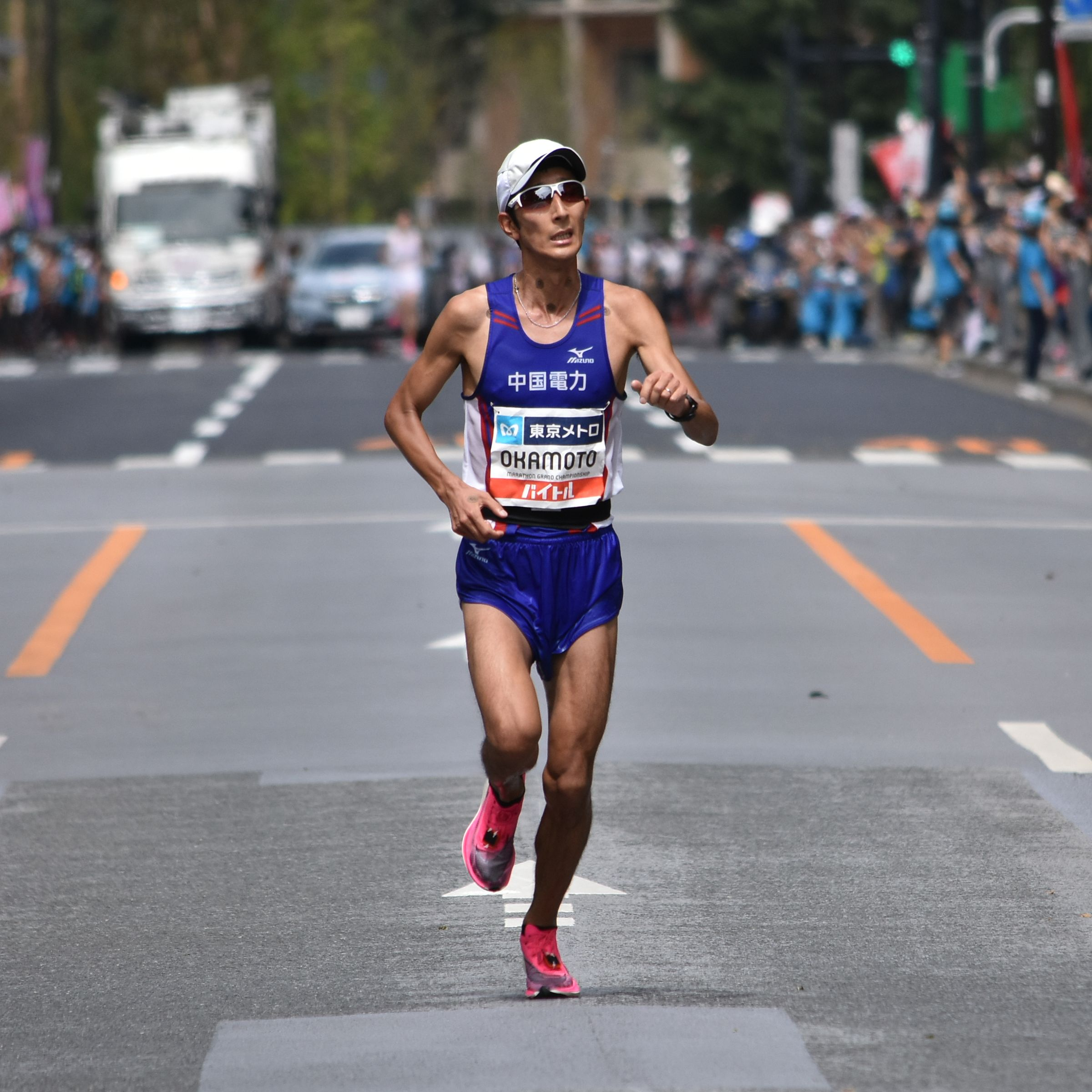
岡本直己（2019MGC）

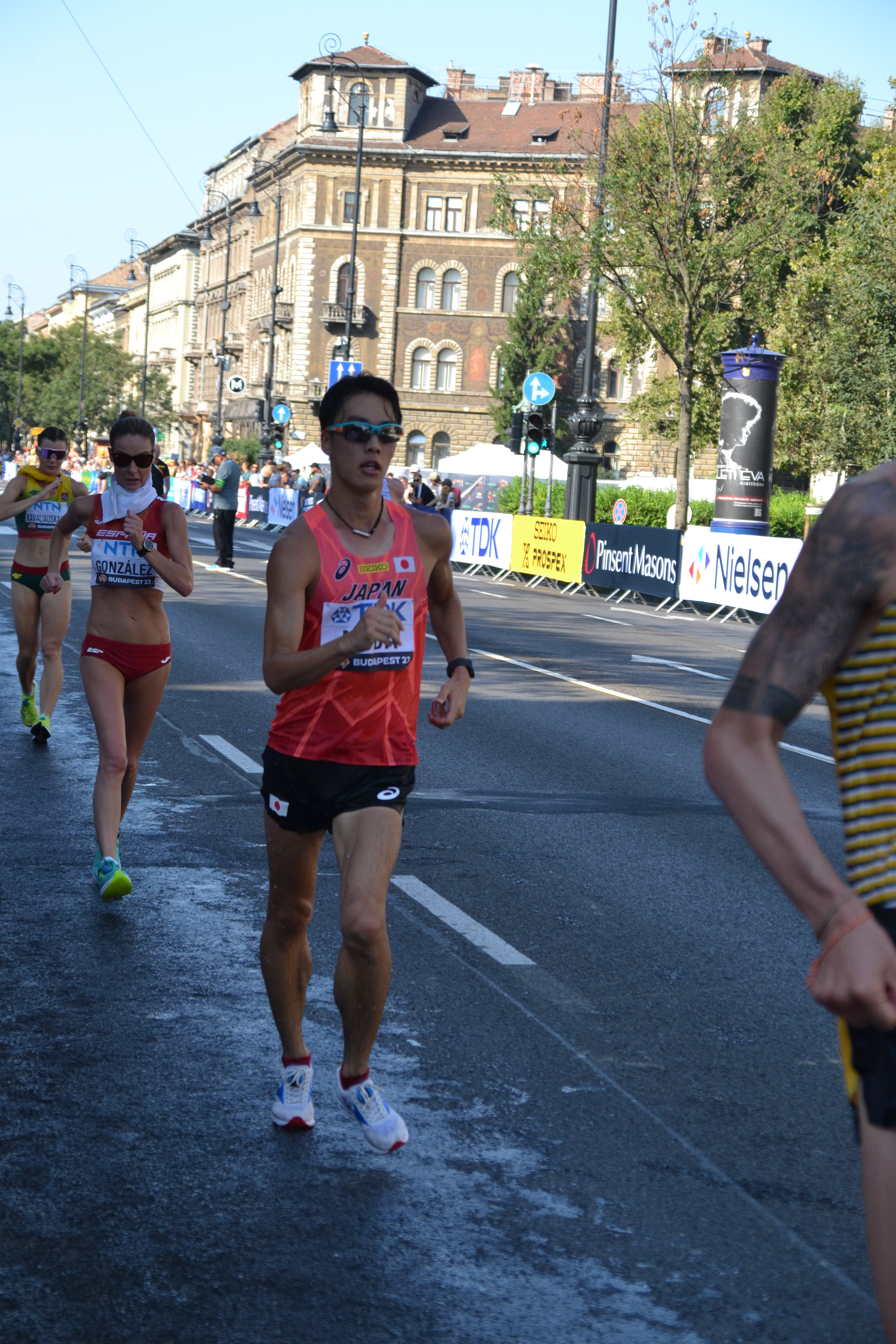
野田明宏（2023年世界陸上競技選手権大会）

- 山口六郎次 - 元陸上競技選手。衆議院議員、民主自由党総務、大日本体育協会常務理事、全日本陸上競技連盟常務理事。
- 菅尾且夫 - 報知新聞社会長、読売新聞社専務取締役。
- 鈴木正吾 - 元陸上競技選手。衆議院議員、愛知県豊川市長。
- 出口林次郎 - 元陸上競技選手。明治大学商学部教授（体育）、東京女子体育大学学長。
- 沢田英一 - 元陸上競技選手。日本陸上競技選手権大会優勝、箱根駅伝の企画者。報知新聞社名古屋・千葉支局長。
- 八島健三 - 1920年アントワープオリンピック男子マラソン代表。
- 永谷寿一 - 1928年アムステルダムオリンピック男子10000メートル・男子マラソン代表。
- 権泰夏 - 1932年ロサンゼルスオリンピック男子マラソン9位。大韓陸上競技連盟会長。
- 南昇竜 - 1936年ベルリンオリンピック男子マラソン銅メダル。
- 山口洋司 - 陸上競技選手・Honda陸上競技部所属。日本陸上競技選手権大会クロスカントリー競走優勝。
- 岡本直己 - 陸上競技選手・中国電力陸上競技部主将。2019年MGC10位。
- 中川智春 - 陸上競技選手・トーエネック陸上競技部所属。
- 石川卓哉 - 陸上競技選手・中国電力陸上競技部主将。
- 鎧坂哲哉 - 陸上競技選手・旭化成陸上部所属。2015年世界陸上競技選手権大会男子10000m代表、世界クロスカントリー選手権代表。
- 菊地賢人 - 陸上競技選手・コニカミノルタ陸上競技部所属。
- 廣瀨大貴 - 陸上競技選手・大阪ガス陸上競技部所属。アジア陸上競技選手権大会1500m4位。
- 大六野秀畝 - 陸上競技選手・旭化成陸上部、第102回日本陸上競技選手権大会男子10000m優勝。
- 有村優樹 - 陸上競技選手・旭化成陸上部。第32回大田原マラソン優勝。
- 八木沢元樹 - 陸上競技選手・ヤクルト陸上競技部所属。千葉国際クロスカントリー優勝。
- 横手健 - 陸上競技選手・富士通陸上競技部主将。第101回日本陸上競技選手権大会10000m5位。
- 木村慎 - 陸上競技選手・Honda陸上競技部所属。日本陸上競技選手権大会クロスカントリー競走5位。
- 阿部弘輝 - 陸上競技選手・住友電工陸上競技部所属。箱根駅伝7区元区間記録保持者、2019年夏季ユニバーシアード男子10000m銀メダル。
- 加藤大誠
- 漆畑瑠人 ‐ 陸上競技選手。
- 井坂佳亮 ‐ 陸上競技選手。
- 吉川響 ‐ 陸上競技選手。
- 堀颯介 ‐ 陸上競技選手。
- 綾一輝 ‐ 陸上競技選手。

### 競歩部門
- 園原健弘 - 1992年バルセロナオリンピック代表、日本陸上競技選手権大会優勝、実業家、ウォーキングプロデューサー
- 古賀友太 - 2024年パリオリンピック男子20km競歩代表、2023年世界陸上競技選手権大会男子20km競歩代表
- 濱西諒 - 2024年パリオリンピック男子20km競歩代表、5000メートル競歩の日本記録保持者
- 野田明宏 - 第107回日本陸上競技選手権大会35km競歩優勝、2023年世界陸上競技選手権大会35km競歩6位

### 中距離部門
- 鈴木正吾 - 衆議院議員、愛知県豊川市長
- 富江利直 - 1936年ベルリンオリンピック800メートル・1500メートル代表

### 短距離部門
- 加賀一郎 - 1920年アントワープオリンピック100メートル・200メートル代表、1936年ベルリンオリンピック日本代表役員
- 谷三三五 - 1924年パリオリンピック100m・200m代表、日本人最初の100m走10秒台記録保持者、三重県陸上競技協会理事長、三重交通取締役
- 高山峻野 - 2024年パリオリンピック110m障害代表、2020年東京オリンピック110mハードル代表、日本記録保持者

### 跳躍部門
- 南昇竜 - 1936年ベルリンオリンピック男子マラソン銅メダル
- 朝隈善郎 - 日本陸上競技連盟名誉副会長、走高跳元世界記録保持者
- 岡澤吉夫 - 政治家、実業家、1972年札幌オリンピック競技役員、東京都スキー連盟副会長
- 安田寛一 - 1964年東京オリンピック110mハードル代表、日本陸上競技選手権大会110mハードル6連覇

### 投擲部門
- 長尾雄治 - 1932年ロサンゼルスオリンピック男子ハンマー投代表
- 落合正義 - 1932年ロサンゼルスオリンピック男子ハンマー投12位
- 古山一郎 - 1928年アムステルダムオリンピック男子円盤投代表

## 関連人物

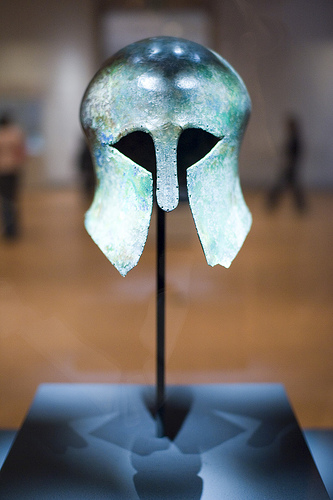
「青銅兜」（国立中央博物館展示）

- 孫基禎（大韓陸上競技連盟会長）
1936年ベルリン五輪に日本代表として出場し当時のオリンピック記録で金メダルを獲得。翌年明大に入学したが、日章旗抹消事件のため競走部への入部を阻まれ[6][7]、希望していた箱根駅伝への出場なども叶わぬ結果となった。
後年、明大は孫の功績を称え特別功労賞を贈呈し、孫の遺族（長男などが明大OB）は明大に「青銅兜」（金メダル副賞としてギリシャより授与された紀元前6世紀 古代ギリシャコリントス製の歴史的遺物。大韓民国指定宝物指定、国立中央博物館展示[8][9]。）のレプリカを献呈するなどしてこれに応えた。
- 谷川真理（女子マラソンランナー、タレント）
明大アスレチックマネジメント理事。明治大学駿河台キャンパス近接地で、中島進コーチや東京大学小林寛道名誉教授らとランニングスタジオを主催。

## メディア
- 『出口のない海』（2006、映画） - 明大野球部投手役で市川海老蔵（現・市川團十郎）が主演。同競走部ランナー役を伊勢谷友介が演じた。
- 『ペルソナα ～伝えたい昭和の心～』（2005、NHKドラマ） - 朝隈善郎と山田宏臣の師弟関係を描く
- 『あの遊びをバージョンアップ! キスマイGAME』（2015、テレビ朝日） - 明大競走部コーチ・部員3名の参加による競歩アトラクション
- 『いだてん〜東京オリムピック噺〜』（2019、NHK大河ドラマ） - 孫基禎、南昇竜、沢田英一、西岡実一、下村広次、八島健三、鶴田義行、大横田勉らが登場

## エピソード等

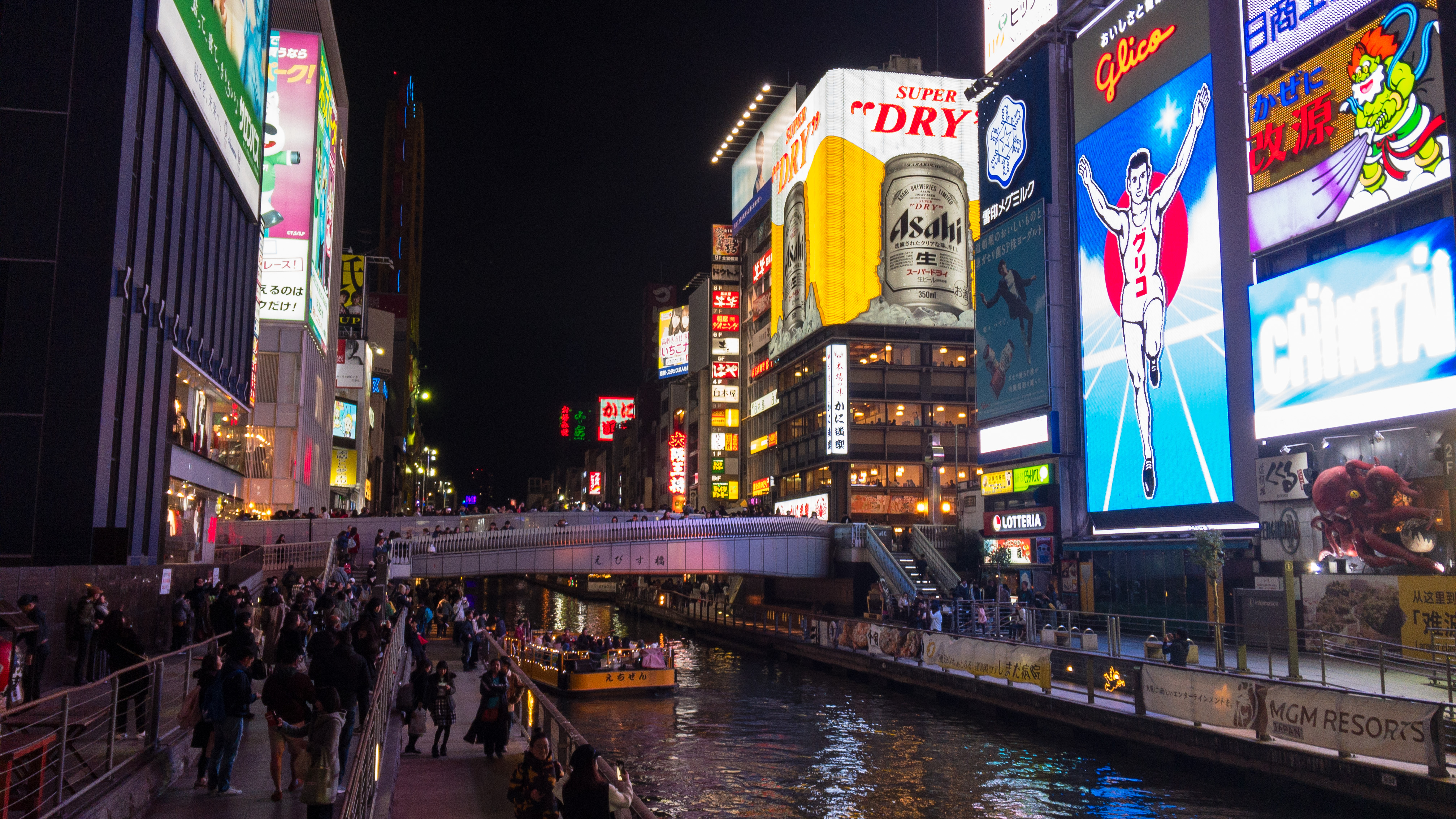
道頓堀グリコサイン

- 「道頓堀グリコサイン」
江崎グリコの菓子「グリコ」のパッケージデザインのランナーのモデルとして、谷三三五の「にこやかなゴールイン姿」が金栗四三らと共に参考にされ、2代目のロゴマークが描かれた。グリコのロゴマークのランナーは大阪の道頓堀グリコサインに描かれていることでも知られ、2023年時点で用いられているロゴは7代目のデザインである（グリコ (菓子)#マーク参照）。

- 「サトウのごはん」
サトウ食品新潟アルビレックスランニングクラブとの契約に基づき、サトウ食品が2020年よりユニフォームスポンサーとなり、「サトウのごはん」ロゴがユニフォーム等に掲出されている他、カーボ・ローディングの一環として「サトウのごはん」「サトウの切り餅」などの商品が3万食以上提供されサポート活動が行われている。